# Feierwerk (Kulturzentrum)

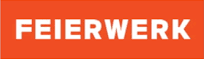
Logo des Feierwerks

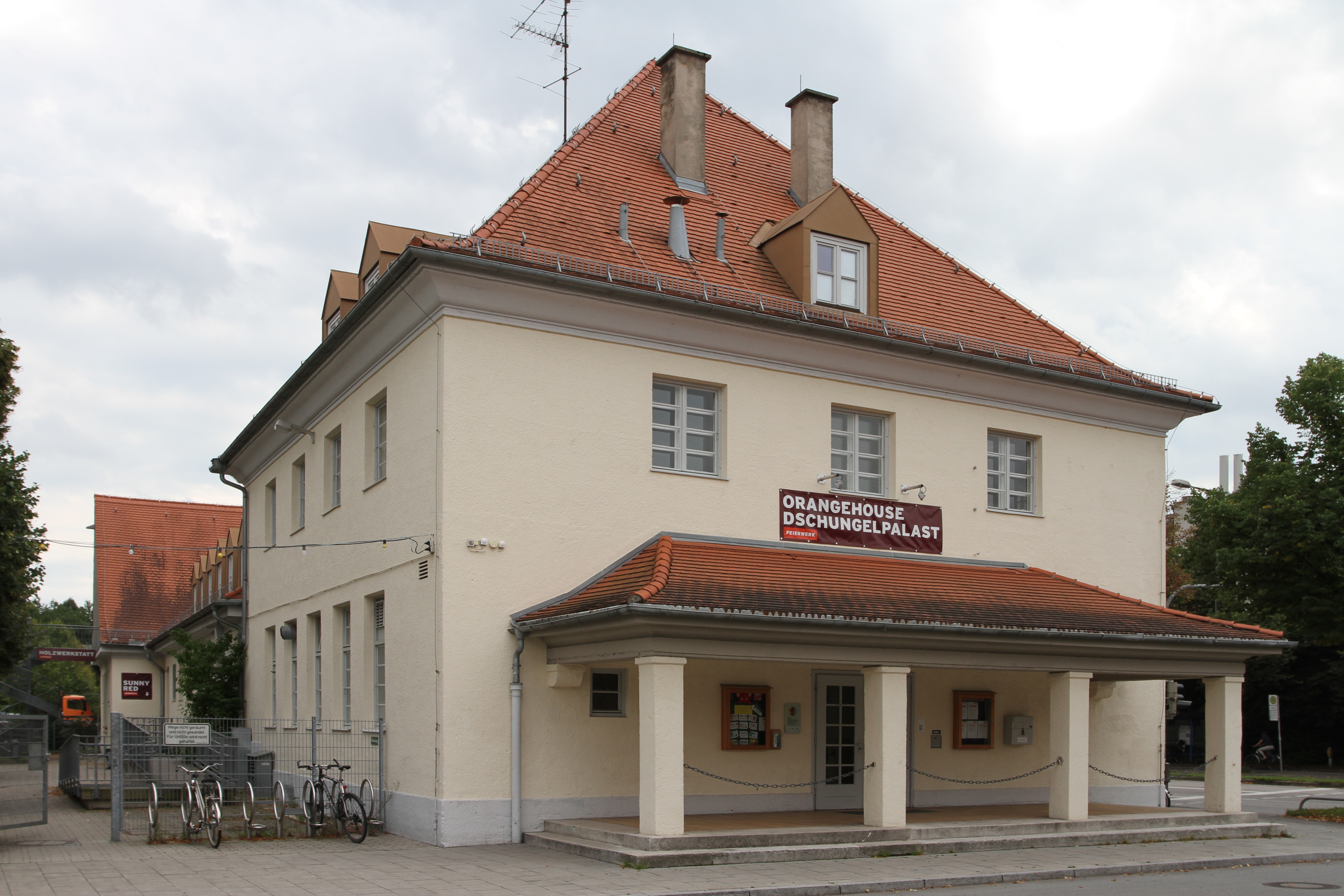
Feierwerk, Gebäude Hansastraße 41, 81373 München, Teil des ehemaligen Betriebsgebäudes der Firma Leonhard Moll AG, heute städtisches Kulturzentrum und Mehrgenerationenhaus

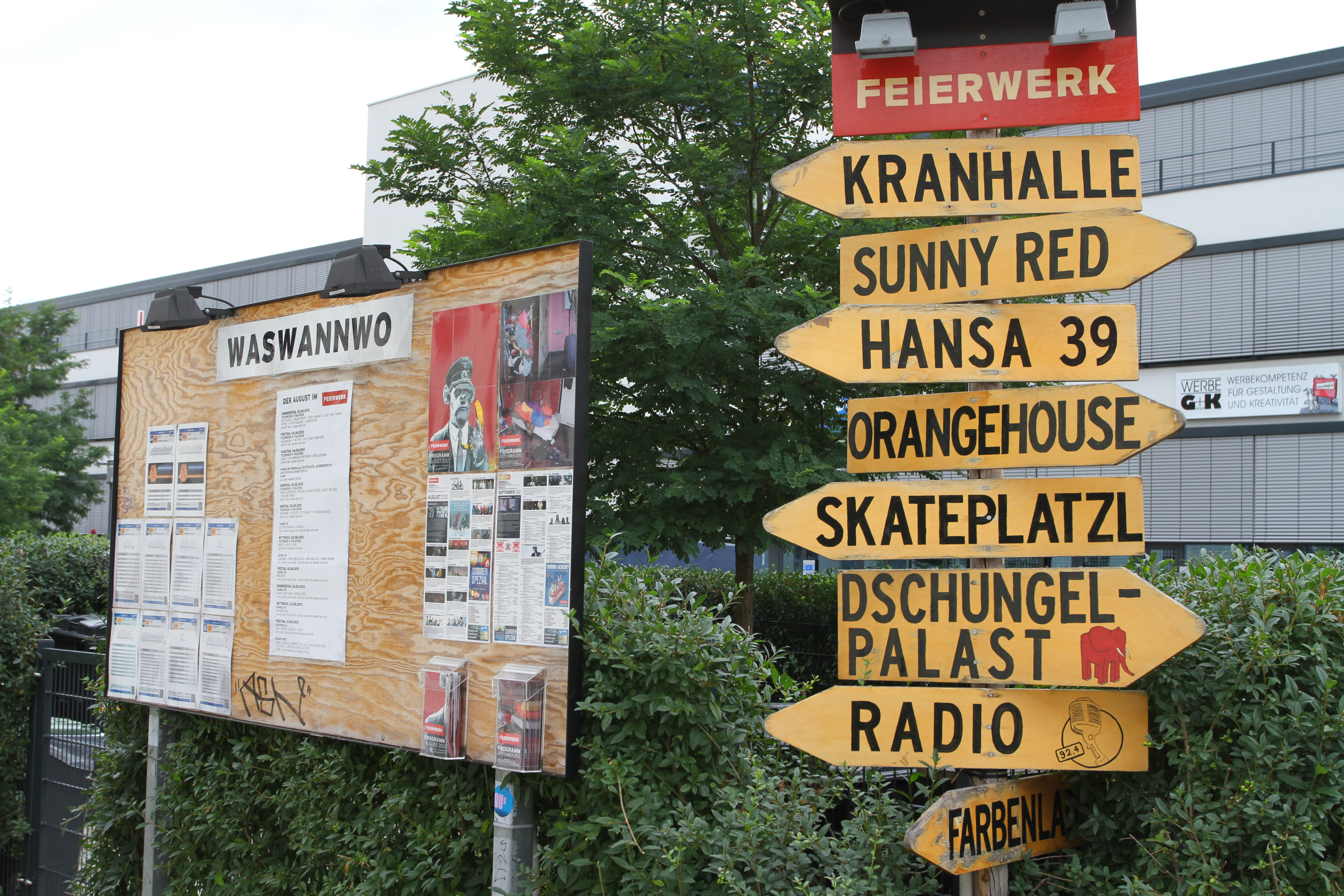
Wegweiser auf dem Gelände

Das Feierwerk ist ein Jugend- und Kulturzentrum im Münchner Stadtteil Sendling-Westpark. Es befindet sich an der Hansastraße in den ehemaligen, heute teils denkmalgeschützten Gebäuden der Leonhard Moll AG. In den beiden Gebäudeteilen befinden sich mehrere Konzertlocations (Orangehouse, Hansa 39 und Kranhalle), ein Club (Sunny Red) und ein Mehrgenerationenhaus (Dschungelpalast). Außerdem auf dem Gelände angesiedelt sind die Fachinformationsstelle Rechtsextremismus (FIRM), die Fachstelle Pop und der lokale Szeneradiosender Radio Feierwerk. In unmittelbarer Nähe befinden sich außerdem ein Ausstellungsraum für junge Künstler (Farbenladen) und ein Skateplatz. Der Feierwerk e. V. betreut außerdem zahlreiche weitere soziale Projekte und Einrichtungen in den Münchner Stadtteilen, u. a. das Kulturzentrum Funkstation im Domagkpark, ein Jugendzentrum in Obersendling, ein Nachbarschaftszentrum in Sendling-Westpark, das Kulturzentrum Südpolstation in Neuperlach, sowie ein Mehrgenerationenhaus.

## Geschichte
Feierwerk wurde 1982 als studentische Projektgruppe gegründet. Im Januar 1983 folgte die Gründung als Verein.

„Feierwerk unterstützt junge Münchner Kunst, Musik und Kultur – und das seit nunmehr über 30 Jahren! Unsere Grundhaltung ist, ohne Dogma und Ideologie verschiedenartige Kulturen in ihrer Eigenständigkeit und Dynamik zu unterstützen und dabei ständig neue Anregungen aufzunehmen. Wir ermöglichen und fördern Zugehörigkeit, auch unabhängig von Alters- und Generationsgrenzen. Darum sind alle unsere Veranstaltungen und Angebote offen für verschiedene Milieus, Kulturszenen und Altersgruppen.“

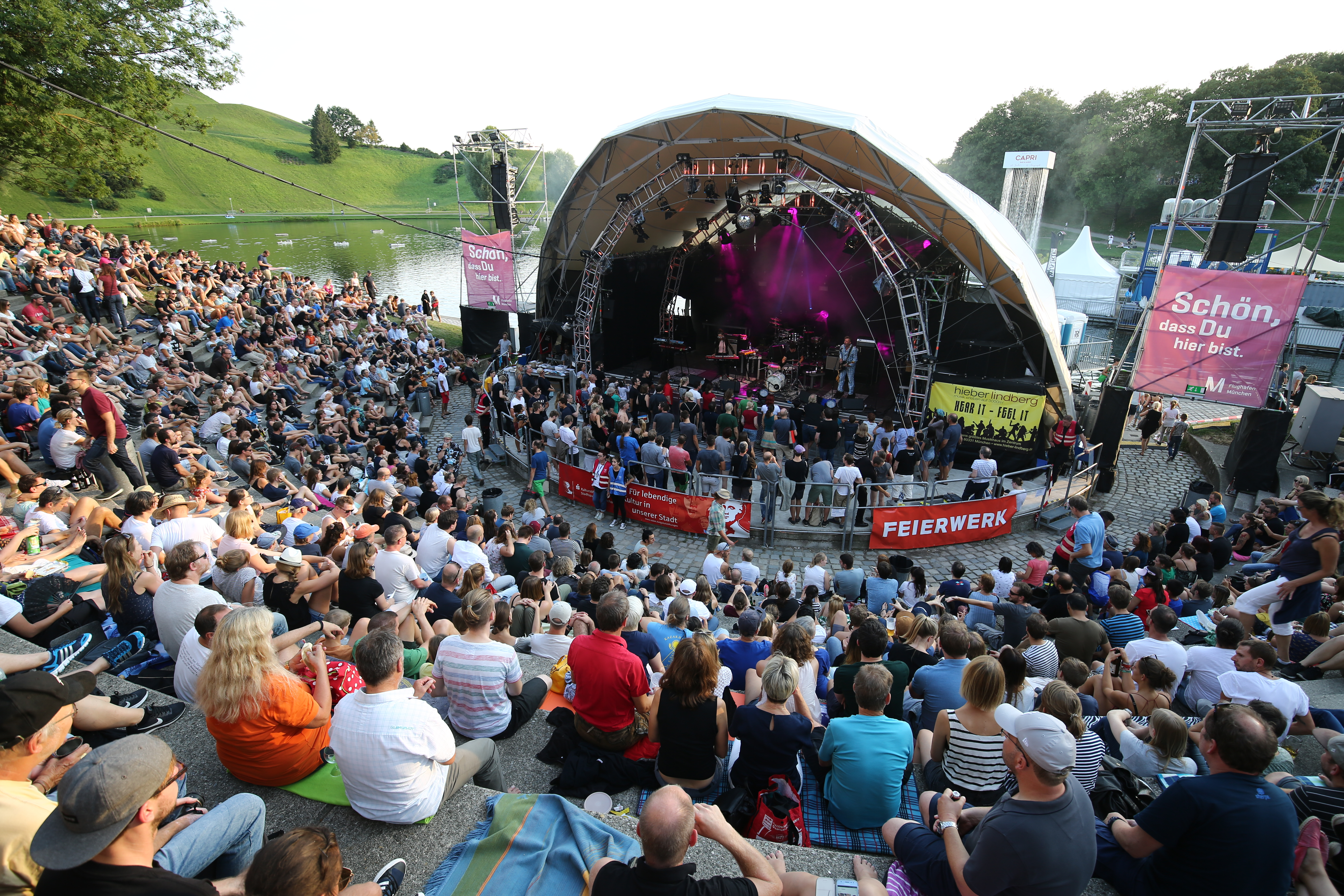
Feierwerk als Mitveranstalter des Theatron-Musiksommers 2018; hier die Band Fortuna Ehrenfeld aus Köln

1984 folgte der erste „Rock Feierwerk“-Bandwettbewerb und 1986 erste Versuche eines Alternativen Radiosenders. In den folgenden Jahrzehnten veranstaltete Feierwerk jährlich Subkultur-, Kleinkunst-, Jazz- und Kinderfestivals und engagiert sich gegen Rassismus und für die lebendige Integration aller Gesellschaftsschichten. Der Trägerverein des Feierwerks ist Teil der ARGE Theatron Musik-Sommer und Mitveranstalter des Theatron-Festivals.

## Auszeichnungen und Preise
- 2000: Deutscher Kinderkulturpreis an Radio Maroni (Kinderradio von Radio Feierwerk)[7]
- 2012: Bayerischer Rockpreis PICK UP
- 2018: 2. Platz des Mosaik Jugendpreises für Vielfalt gegen Rassismus an Radio Feierwerk
- 2019: APPLAUS – der Spielstättenpreis der Initiative Musik

## Veranstaltungen
Schwerpunktmäßig finden im Feierwerk Konzerte, Tanzveranstaltungen, Festivals, Diskussions- und gesellschaftliche Veranstaltungen, Ausstellungen und Märkte statt. Durch die unterschiedlichen Räume ist es möglich, dass mehrere Konzerte verschiedener Genres zeitgleich stattfinden. Dies findet jährlich beispielsweise im Rahmen des Sound of Munich now statt, einem Festival, bei dem sowohl Münchner Musiker, als auch internationale Künstler und Gäste aus wechselnden Partnerstädten auftreten. Seit 2009 veranstaltet der Musiker und Labelbetreiber Amadeus Böhm jährlich das szenebekannte „Flowerstreet Festival“ auf dem Gelände.
Durch die relativ kleinen Konzerträume (zwischen 50 und 400 Besuchern pro Konzert) ist das Feierwerk ein beliebter Auftrittsort für unbekanntere überregionale und internationale Bands. Am 26. Mai 2020 führte beispielsweise der Musiker Rainer Bartesch seine anlässlich der COVID-19-Krise komponierte „Kulturhymne 2020“ gemeinsam mit weiteren freischaffenden Solo-Musikern auf dem Feierwerk-Gelände urauf.

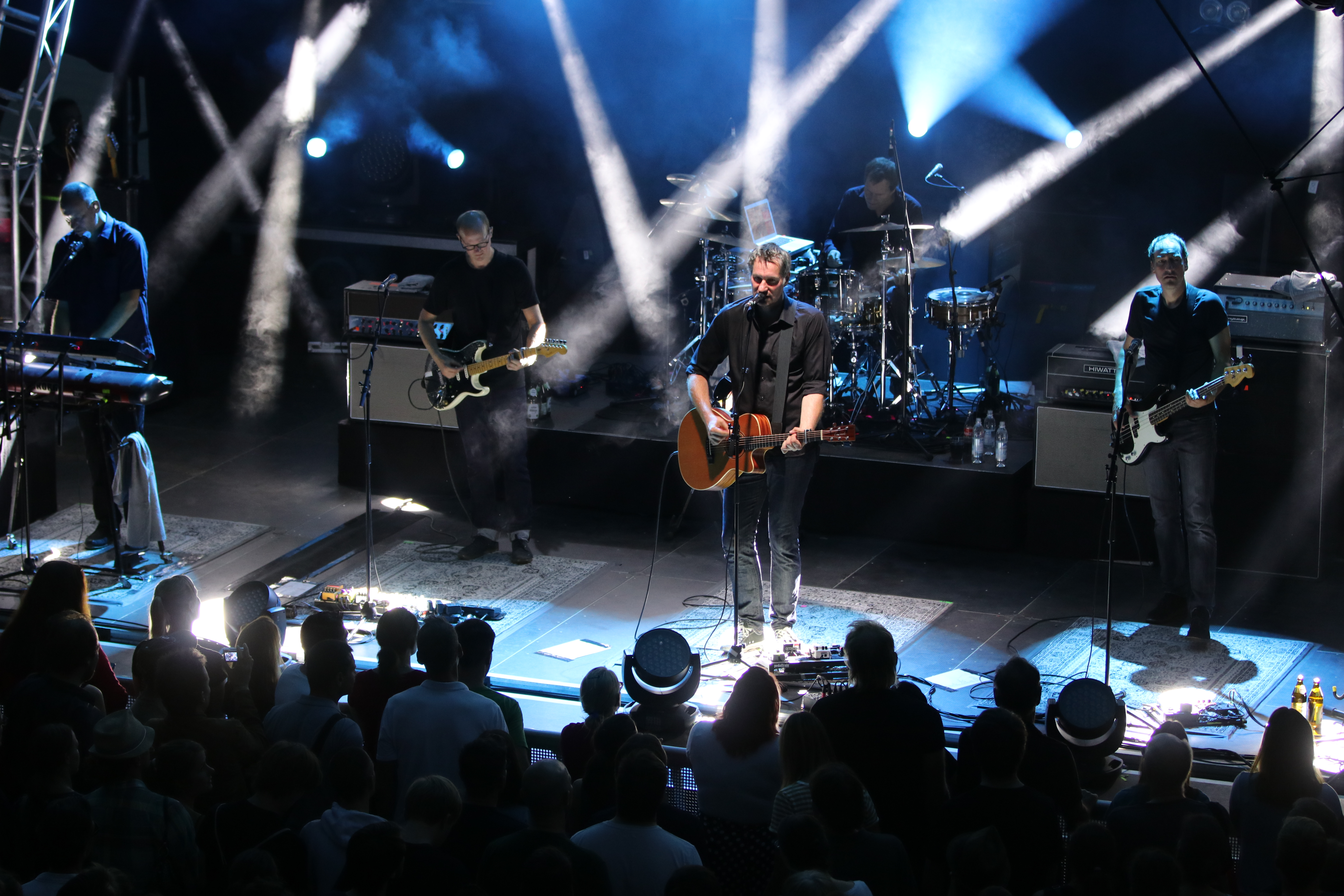
Kettcar auf dem Theatron Musik-Sommer 2018

## Diskografie (Auswahl)
- Jazz live im Feierwerk (LP, 1990; u. a. mit den Scales-Brüdern (Patrick & Martin Scales), Henning Sieverts, Alex Haas, Gunnar Geisse, Werner Klausnitzer)
- Live-Mitschnitt in der LOKOMOTIVE „Manaus“ (CD; 1992; mit Wolfgang Schmid, Nippy Noya u. a.)
- Live im Feierwerk – Blues Attraction (CD, 1994)
- Live im Feierwerk (CD, 1996; u. a. mit Marco Minnemann)
- Live-CD-Produktion mit dem Trio Cobham-Bickford-Schmid (1997)
- Feierwerk-Sommerfest (CD-Sampler, 1999, auch 2001 und 2003)